# Marleyimyia goliath
Marleyimyia goliath är en tvåvingeart som först beskrevs av H. Oldroyd 1951.  Marleyimyia goliath ingår i släktet Marleyimyia och familjen svävflugor. Inga underarter finns listade i Catalogue of Life.